# Julija Bojko
Julija Oleksandrivna Bojko (ukrainska: Юлія Олександрівна Бойко), född 2 april 1998 i Bila Tserkva, Kiev oblast, Ukraina, är en volleybollspelare (center).
Bojko har på klubbnivå spelat för  VK Chimik sedan 2015 och med dem vunnit tre ukrainska mästerskap (2017, 2018 och 2019) samt vunnit den ukrainska cupen fyra gånger (2017, 2018, 2019 och 2020). Hon deltog med Ukrainas damlandslag i volleyboll vid EM 2021. 